# Bolinichthys photothorax
Bolinichthys photothorax är en fiskart som först beskrevs av Parr 1928.  Bolinichthys photothorax ingår i släktet Bolinichthys och familjen prickfiskar. Inga underarter finns listade.

## Bildgalleri

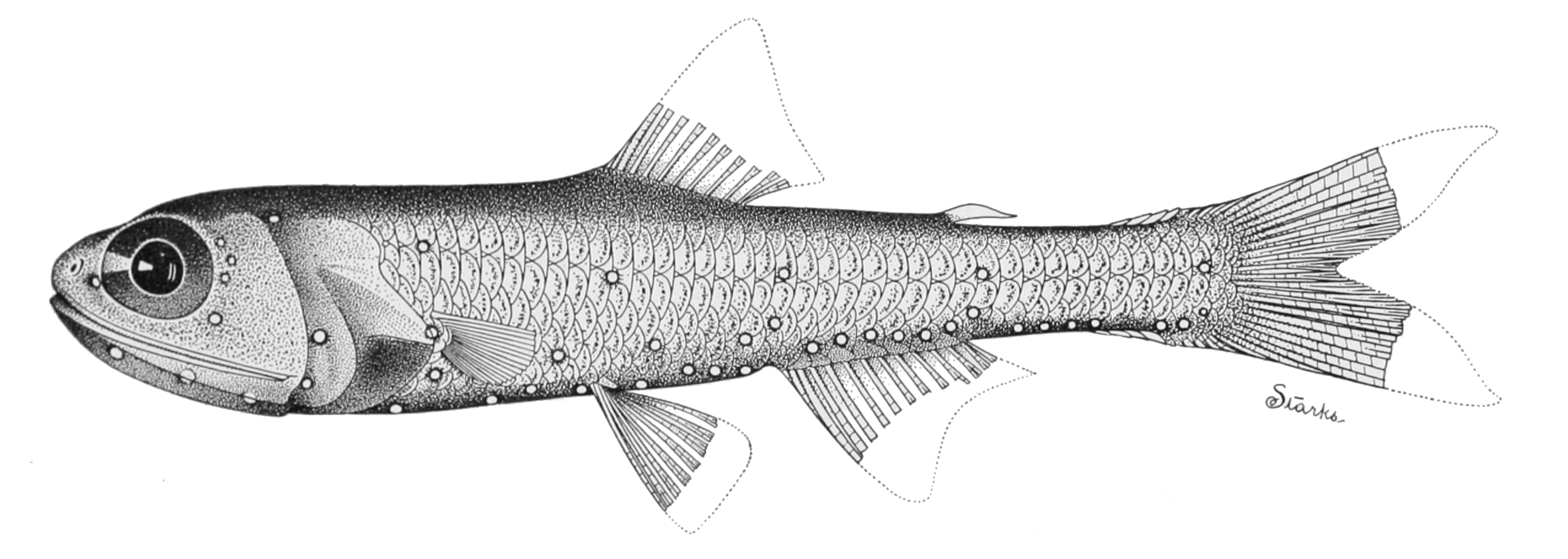